# Умар Садик
Умар Садик (енгл. Umar Sadiq; Кадуна, 2. фебруар 1997) нигеријски је фудбалер. Игра на позицији нападача, а тренутно наступа за Реал Сосиједад.

## Клупска каријера
Садик је фудбалом почео да се бави у родној Нигерији, одакле је као играч Абуџа фудбалског колеџа 2013. године дошао на омладински турнир „Кварнерска ривијера“, у Ријеци. Његов клуб је освојио тај турнир, а Садик је био најбољи стрелац па је добио позив италијанске Специје са којом је потписао уговор.
У лето 2015. долази на једногодишњу позајмицу у Рому. У прве четири утакмице у млађим категоријама за "вучицу" је постигао чак осам голова и уписао три асистенције. То га је и препоручило за први тим Роме, где је 21. новембра исте године и дебитовао у Серији А, заменивши Хуана Итурбеа у 88. минуту гостовања Болоњи. Током сезоне 2015/16. одиграо је шест мечева у Серији А, и постигао је два гола. Први гол је дао 20. децембра 2015. када је Рома савладала Ђенову са 2:0 на Олимпику. Садик је ушао у игру у 82. минуту уместо Мохамеда Салаха, а у 89. је постигао други гол за свој тим. Други гол је постигао већ у наредном колу када је Рома гостовала Кјеву, а Садик је меч почео као стартер и већ у седмом минуту је постигао први гол на мечу који је завршен резултатом 3:3.
У јуну 2016. је потписао четворогодишњи уговор са Ромом, а у августу исте године одлази на једносезонску позајмицу у Болоњу. У дресу Болоње је током сезоне 2016/17. одиграо седам утакмица у Серији A, без постигнутог гола. У августу 2017. одлази на позајмицу у Торино, где је током првог дела сезоне наступио на само три меча у Серији А. У јануару 2018. одлази на нову позајмицу, овога пута у холандску НАЦ Бреду. У дресу Бреде је током другог дела сезоне 2017/18. одиграо 12 утакмица (6 као стартер) и постигао пет голова. У јулу 2018. одлази на позајмицу у шкотски Ренџерс. За екипу Стивена Џерарда је током првог дела сезоне 2018/19. наступио на само једној утакмици у шкотском Премијершипу, па је у децембру 2018. позајмица раскинута. У јануару 2019. одлази на позајмицу у италијанског друголигаша Перуђу. У дресу Перуђе је током другог дела сезоне 2018/19. одиграо 18 утакмица у Серији Б, на којима је постигао три гола.
Почетком јула 2019. године отишао је на једногодишњу позајмицу у београдски Партизан. Договорена је могућност откупа уговора по истеку тог периода. Крајем јануара 2020, Партизан је откупио Садика. Договорена је вредност трансфера у износу од 1,75 милиона евра, као и 10 процената од наредног трансфера. Играч Партизана је био до 5. октобра 2020, када је званично представљен као појачање шпанског друголигаша Алмерије.

## Репрезентација
Садик је са репрезентацијом Нигерије наступао на Олимпијским играма 2016. у Рио де Жанеиру. Постигао је четири гола на олимпијском турниру и тако помогао свом тиму да стигне до трећег места и бронзане медаље.